# زاوكسكيي
زاوكسكيي (بالروسية: Заокский) هي مدينة في مقاطعة تولا أوبلاست في روسيا. يبلغ عدد سكانها حوالي 6621 نسمة.